# Mijáilovskoye (Krasnodar)
Mijáilovskoye (del ruso: Михайловское) es un selo del raión de Séverskaya del krai de Krasnodar, en Rusia. Está situado en la orilla septentrional del embalse Kriukovskoye del Il en su confluencia con el distributario del Kubán, el Sujói Aushedz, que atraviesa la localidad, 22 km al norte de Séverskaya y 41 km al oeste de Krasnodar. Tenía 1 775 habitantes en 2010.
Es cabeza del municipio Mijáilovskoye, al que pertenecen asimismo Ananievski y Aleksándrovski.

## Historia
La población fue fundada en 1888. En las inmediaciones del asentamiento actual se hallaba el pequeño jútor Krasnitski, fundado en 1868, y que era propiedad del general Krasniuchenko, que las había recibido por sus méritos en la guerra del Cáucaso. En 1886, el general comenzó a vender lotes de sus tierras. Ese año llegaron los primeros inmigrantes campesinos provenientes del selo Mycheny del raión de Konotop la gobernación de Chernígov. Tras examinar las tierras, convencieron al resto de la asamblea del pueblo de que se trasladara a las fértiles tierras del Kubán. Se dedicaban predominantemente al cultivo de cereales y la agricultura en general, y a la cría de ovejas.
En 1894 se inició la construcción de la iglesia de la localidad. La principal aportación para su erección la realizó un comerciante de la localidad, Mijaíl Ilich Korovianski, por lo que los campesinos, agradecidos, le dedicaron el nombre de la iglesia (Mijailo-Arjángelskaya) y, poco después, cambiaron el nombre de la localidad por el de Mijáilovskoye. Por entonces la localidad contaba ya con 1 307 habitantes (862 originales, con tierras, y 447 forasteros). El pueblo siguió desarrollándose dada su posición en las rutas comerciales en las proximidades de la orilla izquierda del Kubán. Además de la iglesia se construyó una escuela parroquial. En 1915 se construyó una escuela. Cerca del selo se hallaba el jútor Nikoláyevski, propiedad del terrateniente Afanasi Bezuglov.
Al establecerse el poder soviético y comenzar el proceso de colectivización en la década de 1930, los propietarios fueron expulsados de sus tierras, estableciéndose dos koljoses, el Molot (Молот) y el Paladych. En 1968 se unieron en el koljós Rodina. Ese año Nikoláyevski se fusionó con Mijáilovskoye.